# 5348 Кенногучі
5348 Кенногучі (5348 Kennoguchi) — астероїд головного поясу, відкритий 16 січня 1988 року.
Тіссеранів параметр щодо Юпітера — 3,296.